# VeloAce
VeloAce ist ein Open-Source-Programm für das Betriebssystem Palm OS, mit dem man einen Palm-kompatiblen PDA als Fahrradcomputer verwenden kann.

## Funktionen
Außer der reinen Geschwindigkeitsmessung und den „üblichen“ Funktionen eines Fahrradcomputers wie Tages- und Gesamtkilometer oder Durchschnitts- und Maximalgeschwindigkeit bietet VeloAce die Möglichkeit, Logs von (Trainings-)Fahrten zu speichern und per IrDA an andere Palm OS-PDAs oder Computer zu senden, z. B. zur Auswertung. Zudem bietet VeloAce einen Trainingsmodus mit Rundenzähler und Messung der Rundenzeit. Wahlweise können die letzten oder besten zehn Rundenzeiten inklusive der jeweiligen Durchschnittsgeschwindigkeiten in einer Liste angezeigt werden.
Außerdem profitiert der Benutzer von der verwendeten Hardware, wie zum Beispiel dem großen Display des Palm OS-PDA (ab 160 × 160 Pixel) oder der Möglichkeit, bei Dunkelheit die Hintergrundbeleuchtung einzuschalten.

## Verbindung mit dem Fahrrad
Für die Verbindung zum Radsensor (der wie bei den meisten anderen Fahrradcomputern auch ein einfacher Magnetschalter ist) gibt es zwei Möglichkeiten:

### VAIF-1
Hier erfolgt die Verbindung über die serielle RS-232-Schnittstelle des PDA (Pins RxD und RTS). Es kann also etwa ein altes Modemkabel zum Anschluss verwendet werden. Da nicht alle Palm-kompatiblen PDAs über eine vollständige RS-232-Schnittstelle verfügen, ist dieses Verfahren z. B. nicht mit den Geräten der Handspring-Visor-Reihe verwendbar.

### VAIF-2
Um modernere PDAs und solche ohne RS232-Schnittstellen zu verwenden, kann bei diesen über eine einfache Schaltung, die am Rad montiert wird, die IrDA-Schnittstelle zum Anschluss verwendet werden.
Detaillierte Beschreibungen zum Aufbau beider Varianten stellt der Autor auf der Website des Programms zur Verfügung (siehe Weblinks).

## Verwendbare PDAs
VeloAce läuft auf allen Palm-kompatiblen PDAs mit Palm OS 3.5 oder neuer (Unter Palm OS 3.3 kommt es zu kleineren Problemen bei der Darstellung, das Programm ist jedoch benutzbar).
Damit sind zum Beispiel folgende PDAs von Palm Inc. verwendbar (unvollständige Übersicht):
- Palm III (Flash ROM)
- Palm IIIe (Palm OS 3.3, kein Flash ROM)
- Palm IIIx (Flash ROM)
- Palm IIIxe (Flash ROM)
- Palm IIIc (Flash ROM)
- Palm Vx (Flash ROM)
- unter anderem m500, m505, m515 und m130
- Tungsten T, T2, T3, C, W, Zire 71

Einige PDAs aus der Tungsten- und Zire-Serie besitzen keine RS232-Schnittstelle und können somit nur mit Infrarot-Verbindung benutzt werden.
Geräte mit hochauflösendem Bildschirm (ab 320×320 px) werden nicht explizit unterstützt. Dort kann es zu Grafikfehlern kommen.
Geräte mit Flash-ROM können durch ein OS-Upgrade bis auf Palm OS 4.1 gebracht werden und sind daher grundsätzlich potentiell geeignet.
Auch wenn der Hersteller Palm Inc. behauptet, dass ältere Geräte nur Upgrades bis zu Palm OS 3.3 unterstützen kann man diese, Flash-ROM vorausgesetzt, auch auf neuere Versionen aktualisieren.
Geräte von anderen Herstellern wie Handspring oder Sony werden mit Einschränkungen (siehe oben) ebenfalls unterstützt.